# Pellobunus insulcatus
Pellobunus insulcatus is een hooiwagen uit de familie Samoidae.